# Anillo de conjuntos
En matemática, específicamente en álgebra abstracta y teoría de anillos, una colección no vacía de conjuntos {\displaystyle {\mathcal {R}}} es un anillo (de conjuntos) si es cerrada bajo las operaciones de intersección y diferencia simétrica.
Formalmente, para cualquier {\displaystyle A,B\in {\mathcal {R}}}, debe cumplirse
1. {\displaystyle A\cap B\in {\mathcal {R}}}
2. {\displaystyle A\triangle B\in {\mathcal {R}}}

donde {\displaystyle \triangle } representa la diferencia simétrica {\displaystyle A\Delta B=(A-B)\cup (B-A).}
Un anillo de conjuntos forma un anillo (posiblemente sin unidad) bajo estas dos operaciones. La intersección se distribuye sobre la diferencia simétrica:
{\displaystyle A\cap (B\triangle C)=(A\cap B)\triangle (A\cap C)}
El conjunto vacío es el elemento identidad para {\displaystyle \triangle }, y la unión de todos los conjuntos, es el elemento identidad para {\displaystyle \cap }, creando un anillo unitario.
Dado cualquier conjunto X, el conjunto potencia de X forma un anillo de conjuntos discreto, mientras que la colección {∅,X} constituye un anillo de conjuntos no discreto. Cualquier campo de conjuntos, así como cualquier sigma-álgebra son también anillos de conjuntos.
Los anillos de conjuntos son retículos distributivos.